# 克莱·舍基
克莱·薛基（英語：Clay Shirky，1964年—）是一个研究互联网技术的社会和经济影响的美国作家，顾问和老师。薛基在耶鲁大学(Yale University)毕业，在纽约大学艺术学院的互动科技专门课程（ITP）担任客座讲师讲授新媒体。此外，薛基的课程报告还包括社会性网络和技术网络的拓扑结构之间相互关联的影响，以及网络如何影响我们的生活，反之亦然。
从1996年起，薛基撰写关于互联网的报道，被多次采访。他的专栏文章和著作刊登在
Business 2.0、纽约时报、华尔街日报、哈佛商业评论和连线。
薛基投身于关注互联网技术的社会和经济影响，并做参谋顾问、教学和写作。薛基咨询实践的重点是分散化科技的兴起，例如点对点技术、Web服务和无线网络，这些科技给有线客户端-服务器结构上万维网带来便利。
在《长尾理论》，克里斯·安德森称薛基是“一位关注互联网技术的社会和经济影响领域里突出的思想家”。

## 早年生涯

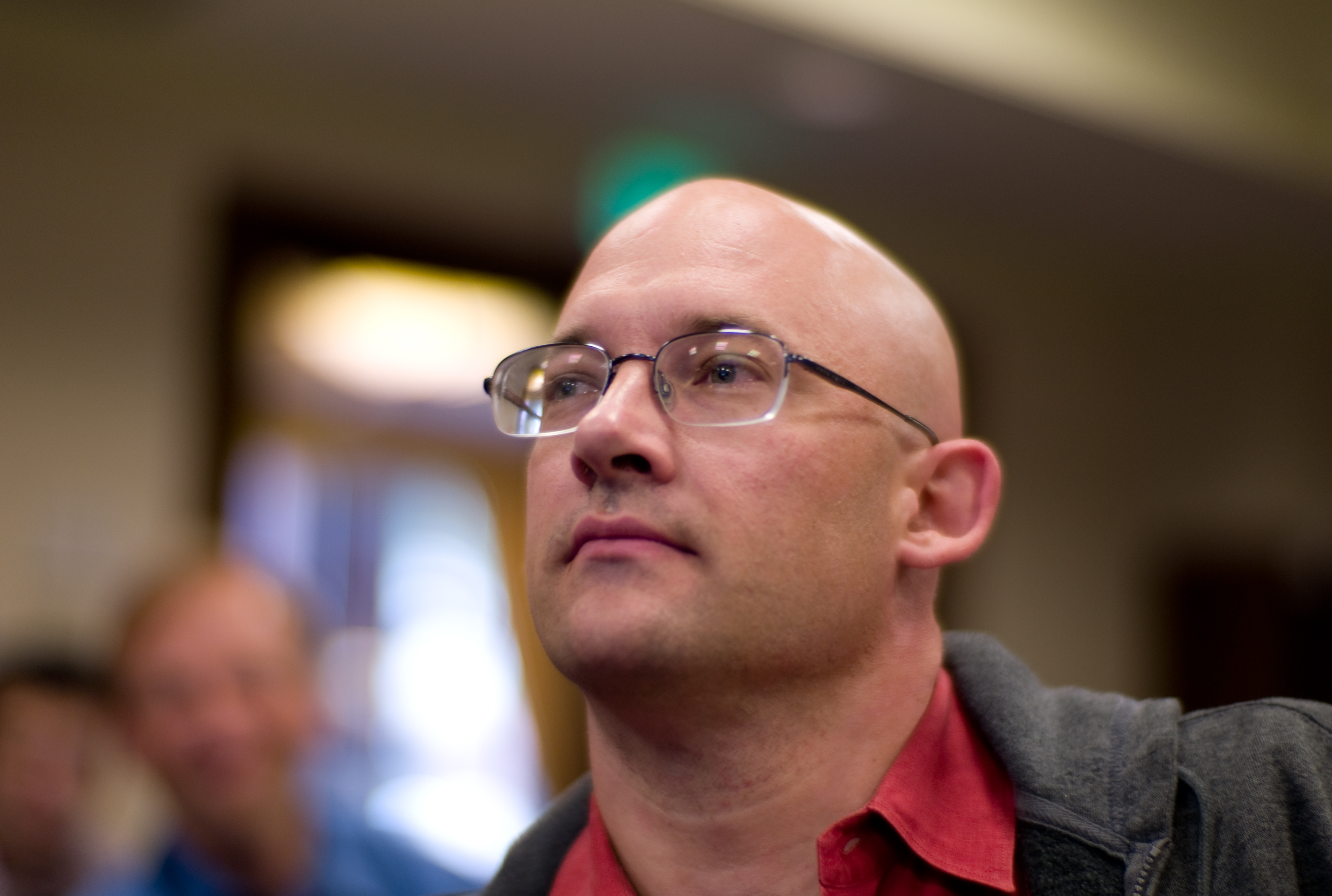
伊藤穰一拍摄薛基肖像.

1986年，薛基以优异成绩毕业于耶鲁大学，获得美术专业文学学士学位。
2010年秋天, 薛基将担任哈佛大学肯尼迪政府学院客座讲师，指导一个题目为“新媒体与公共行动”课程。

## 观点
薛基在《时代》（原名《未来是湿的》）一书中，讲述他长期以来发现在线众包或者外包和协作工作。他引用“互联网是爱的大本营。”来表述这样协同合作的必要性。在《人人时代》书中，薛基探讨了一群人的集体行动并不仅仅是指个体行动的汇总。
他提出4个关键步骤。第一个步骤是分享，基于一种“始于自我协作”，这样的社会影响随之增大；人们分享连接，统一资源定位符网页地址，标签，最终汇集成一种类型。这种共享类型是所谓的旧有分享秩序的颠覆，参与者首先聚集，然后分享（例如Flickr和Delicious）。第二步骤是对话，也就是人与人的同步性对话，彼此了解更多的东西，并使之变得更好。第三个步骤是协作，一群人出于共同努力协作的目的。协作需要分工和团队合作。它的特点往往是人们想解决市场失灵的问题。
第四个步骤是集体行动，薛基说它主要还是指未来的集体行动。集体行动关键是一群人作为整体变得很重要。在一个叫“美酒，电视，社会盈余”的演讲中，薛基推广认知盈余的概念，人们利用看电视的休闲时间去做点社会事业，这会产生极大的影响。薛基也提出人们正经历一个乐于创造和分享的年代，相对于消费而言。由于技术使创造和分享变成可能，薛基说，我们将看到一个人人参与的新时代，这将导致巨大的变化。
薛基还出版过《权威算法》一书，它描述了通过多种渠道来证明一些未经核实的信息的可信度和这过程。

### 薛基原则
在2010年4月，凯文·凯利由这句话“为了解决某问题而建立的机构必然会试图使该问题永久化。”想到彼得原理，就称这句话为“薛基原则”。

## 书籍
- The Internet by E-Mail (1994) - ISBN 1-56276-240-0
- Voices from the Net (1995) - ISBN 1-56276-303-2
- P2P Networking Overview (2001) - ISBN 0-596-00185-1
- Planning for Web Services: Obstacles and Opportunities (2003) - ISBN 0-596-00364-1
- Selected Articles in The Best Software Writing I, Joel Spolsky ed. (2005) - ISBN 1-59059-500-9
  - A Group is its Own Worst Enemy by Clay Shirky
  - Group as User: Flaming and the Design of Social Software by Clay Shirky
- 人人时代 (原译名《未来是湿的》) (2008) - ISBN 978-1594201530
- 认知盈余 (2010) - ISBN 978-1594202537

## 參看
- 集体行动

## 外部連結
- 克莱·薛基的英文网页（页面存档备份，存于）
- 克莱·舍基的X（前Twitter）
- 克莱·薛基在奥莱离网站的著作（英文） （页面存档备份，存于）
- 社会智能计算 对话 Daniel Goleman
- 本体被高估 （页面存档备份，存于）: 连接，标签和事后元数据- 一个MP3演讲 (来自于奥莱理）， 录制于2005年3.14日-17日在加州圣迭戈的新兴技术大会。
- (Flash,mp4,RealVideo,3gp,mp3). 互联网社会- 纽约章. 2008-04-16  [2008-04-27]. （原始内容存档于2012-10-28）. - Colloquium @ NYU.
- 社会媒体改变历史 （页面存档备份，存于）于2009年6月TED
- 谈机构与合作 （页面存档备份，存于）于2005年7月TED
- 克莱·薛基2008年在Web 2.0 Expo
- 克莱·薛基采访和讨论的视频和声频 （页面存档备份，存于） 在Bloggingheads.tv 由Will Wilkinson录制
- 未来是湿的（英文） （页面存档备份，存于）
- 克莱·薛基采访和讨论 在MFG Innovationcast
- 不可思议的思考 薛基在关于报纸革命的文章
- 百花齐放（页面存档备份，存于） 关于新闻的谈话（英文）。
- 评述认知盈余（英文） （页面存档备份，存于）
- 克雷·薛基：认知盈余如何改变世界（英文）  （页面存档备份，存于） 于2010年6月TED